# Синайски полуостров
Вижте пояснителната страница за други значения на Синай.
Полуостров Синай (на арабски-سيناء), наричан още Синайски полуостров, е полуостров в Западна Азия между заливите на Червено море Суецки (на запад) и Акаба (на изток) и е част от територията на Египет. За северна граница на полуострова се приема правата линия, свързваща върховете на двата залива. Площта му е около 60 000 кв.км. Южните му части са заети от планини, изградени от гранити, гнайси и кристалинни шисти с височина до 2637 m (връх Катерина, най-високата точка на Египет). На север релефът се понижава до 500 – 1000 m, като тук преобладава силно разчлененото плато Ал Игма и южната част на платото Ет Тих. Покрай брега на Суецкия залив се простира тясна пясъчна низина. На полуострова се експлоатират големи находища на нефт (Судр, Абу Рудайс, Ет Тур) и манганова руда (Ум Бугма). Климатът е преходен от субтропичен към тропичен, горещ, сух, с годишна сума на валежите под 50 mm. Постоянно течащи реки няма, а са развити само сухи долини (уади). Има рядка полухрастова и тревиста пустинна растителност – ефемери и ефемероиди. По сухите долини тук-таме виреят бодливи храсти и отделни дървета. Развива се номадско животновъдство (овце, кози, камили), а в малкото оазиси се отглежда финикова палма, ечемик, просо, царевица.
Стратегическата позиция на полуострова го прави обект на много военни действия. Окупиран е от Израел през периода 1956-57 г., протекторат на ООН през 1957-67 г., повторно окупиран от Израел през 1967-82 г. На него се намира планината Синай, едно от предполагаемите места на библейската планина Синай, а в подножието ѝ е прочутият Синайски манастир „Света Катерина“. Манастирът е основан през 4-ти век и притежава богати произведения на византийското изкуство, средновековни ръкописи, древни християнски икони (от 6-ти век), изписани чрез техниката на восъчната живопис. В най-южната част на полуострова е разположен международно известният египетски курорт Шарм ел-Шейх.